# Сан Мартино (Перуђа)
Сан Мартино је насеље у Италији у округу Перуђа, региону Умбрија.
Према процени из 2011. у насељу је живело 64 становника. Насеље се налази на надморској висини од 261 м.